# Свети Илия (Петрокераса)
Вижте пояснителната страница за други значения на Свети Илия.
„Свети Пророк Илия“ (на гръцки: Προφήτου Ἠλιοῦ) е православна църква в село Петрокераса (Равна), Халкидики, Гърция, енорийски храм на Йерисовската, Светогорска и Ардамерска епархия.
Храмът е разположен на хълм в югоизточната част на селото. Построен е в 1810 година според вграден в южната стена керамопластичен кръст. Тази датировка обаче отговаря на първоначалната строителна фаза на храма, който е напълно унищожен при потушаването на Халкидическото въстание в 1821 година и е възстановен в 1835 година.
В архитектурно отношение е трикорабна базилика с дървен покрив, с по-късен екзонартекс на западната и частично на северната страна и женска църква. На север има еднокорабен параклис „Свети Четиридесет мъченици“ и нова камбанария.
Във вътрешността има запазени резбовани църковни мебели, както и рисуван дървен таван.
Църквата има ценни икони от XIX век, дело на майстори от Галатищката художествена школа, включително смятаната за чудотворна икона „Света Богородица Одигитрия“. Общо са съхранени 94 ценни икони, едни царски двери, 50 старопечатни книги и 4 литургични предмета.